# Zajača
Zajača (izvirno srbsko Зајача) je naselje v Srbiji, ki upravno spada pod Mesto Loznica; slednje pa je del Mačvanskega upravnega okraja.

## Demografija
V naselju živi 561 polnoletnih prebivalcev, pri čemer je njihova povprečna starost 39,1 let (36,9 pri moških in 41,4 pri ženskah). Naselje ima 224 gospodinjstev, pri čemer je povprečno število članov na gospodinjstvo 2,93.
To naselje je, glede na rezultate popisa iz leta 2002, večinoma srbsko, v času zadnjih treh popisov pa je opazno zmanjšanje števila prebivalcev.
|  |

| Demografija | Demografija     | Demografija     |
| Leto        | Št. prebivalcev | Št. prebivalcev |
| ----------- | --------------- | --------------- |
|             |                 |                 |
|             |                 |                 |
|             |                 |                 |
|             |                 |                 |
| 1948        | 745             |                 |
| 1953        | 1117            |                 |
| 1961        | 1272            |                 |
| 1971        | 886             |                 |
| 1981        | 814             |                 |
| 1991        | 721             | 716             |
| 2002        | 717             | 693             |
| 2011        | {{{п2011}}}     | (prvi rez.)     |

| Etnična sestava po popisu iz leta 2002 | Etnična sestava po popisu iz leta 2002 | Etnična sestava po popisu iz leta 2002 | Etnična sestava po popisu iz leta 2002 | Etnična sestava po popisu iz leta 2002 |
| -------------------------------------- | -------------------------------------- | -------------------------------------- | -------------------------------------- | -------------------------------------- |
| Srbi                                   | Srbi                                   |                                        | 675                                    | 97,40%                                 |
| Muslimani                              | Muslimani                              |                                        | 3                                      | 0,43%                                  |
| Hrvati                                 | Hrvati                                 |                                        | 1                                      | 0,14%                                  |
| Rusi                                   | Rusi                                   |                                        | 1                                      | 0,14%                                  |
| Bolgari                                | Bolgari                                |                                        | 1                                      | 0,14%                                  |
| Neznano                                | Neznano                                |                                        | 6                                      | 0,86%                                  |